# Аждарбек (мечеть)
Мечеть «Аждарбек» (також відома як Блакитна мечеть)є історичною мечеттю в Баку, Азербайджан. Розташована на вулиці Самеда Вургуна, раніше Червоноводська вулиця, на північ від центру міста.
Збудована з 2 березня 1912 по 3 грудня 1913 за проектом архітектора Зівер-бека Ахмедбекова, будівництво організовано Аждар-беком Ашурбековим. Квартал Канні-Тепе, де було збудовано мечеть, тоді був забудований одноповерховими приватними будинками.
Архітектура проста. Поруч із нею є велика купоподібна молитовна кімната та мінарет. Айван знаходиться зі сходу від молитовної кімнати, а міхраб - з півдня та заходу. Купол ставиться на високий барабан, щоб збільшити гучність. Існує широке і тонке різьблення по каменю, що покриває стіни. Її зробив Салман Атаєв, який також працював над іншими будинками в Баку, збудованими в 1910-х.